# Långared
Långared is een plaats in de gemeente Alingsås in het landschap Västergötland en de provincie Västra Götalands län in Zweden. De plaats heeft 182 inwoners (2005) en een oppervlakte van 55 hectare.